# الدوري القطري 1969–70
إحصائيات دوري نجوم قطر في موسم 1969-70.

## نظرة عامة
فاز العروبة بالبطولة.